# 董子行
董子行（1546年—1592年），字明卿，號貞復，浙江紹興衛軍籍，紹興府嵊縣人，明朝政治人物。

## 生平
隆慶四年（1570年）庚午科浙江鄉試第九十名，萬曆五年（1577年）丁丑科會試第六十八名，登三甲第一百零六名進士。授福建侯官知县，十一年八月考选北京广西道御史，十二年任陕西茶马巡按御史，称病告归。十七年三月起补河南道监察御史，巡视京营，巡按順天，十九年奉差南京刷卷，次年卒于官。

## 家族
六世祖董時亮，登洪武辛亥進士。曾祖董慶；祖父董勝；父董和，號貞峰。母姜氏，封孺人，萬曆十四年旌表節婦。慈侍下。